# Tonatia
Tonatia ist eine Fledermaus-Gattung in der Unterfamilie der Lanzennasen, die in Mittel- und Südamerika verbreitet ist.

## Taxonomie
Bis in die frühen 2000er Jahren zählten auch die Vertreter der Gattung Lophostoma zu dieser Gattung. Verschiedene Studien stellten fest, dass die Gattung Tonatia paraphyletisch ist, so dass eine Aufspaltung erfolgte.

## Merkmale
Die verbleibenden zwei Arten sind mit einer Unterarmlänge von 51 bis 62 mm und einer Schädellänge von 26 bis 31 mm mittelgroße Fledermäuse. Wie die Mitglieder der Gattung Lophostoma, jedoch im Gegensatz zu anderen Lanzennasen, besitzen sie nur einen unteren Schneidezahn und drei untere Prämolaren. Die Zahnformel lautet so I 2/1, C 1/1, P 2/3, M 3/3, womit sich 32 Zähne im Gebiss befinden. Der Schwanz erreicht die Mitte der Schwanzflughaut und die Ohren sind abgerundet. Abweichend von den Lophostoma-Arten ist die Schnauze gut behaart und der Postorbitale (ein Schädelknochen) breit. Diese Fledermäuse haben einen Fersensporn (Calcar), der länger als der Fuß ist.

## Arten und Verbreitung
Die IUCN und das Handbook of the Mammals of the World listen folgende Arten:
- Die Große Rundohrblattnase (Tonatia bidens) lebt in Brasilien, Bolivien, Paraguay und im nördlichen Argentinien.
- Die Kopfstreifen-Rundohrblattnase (Tonatia saurophila) ist vom Süden Mexikos bis nach Peru und ins nordöstliche Brasilien verbreitet.

## Gefährdung
Die genaue Verbreitung und die taxonomische Einordnung der Großen Rundohrblattnase sind nicht ausreichend erforscht. Sie wird von der IUCN mit unzureichende Datenlage gelistet. Die Kopfstreifen-Rundohrblattnase gilt als nicht gefährdet.